# دامبای
دامبای (به لاتین: Dambai) یک منطقهٔ مسکونی در غنا است که در منطقه اوتی واقع شده‌است. دامبای ۱۱۱ متر بالاتر از سطح دریا واقع شده‌است.